# Jonesrondbladneus
De jonesrondbladneus (Hipposideros jonesi)  is een zoogdier uit de familie van de bladneusvleermuizen van de Oude Wereld (Hipposideridae). De wetenschappelijke naam van de soort werd voor het eerst geldig gepubliceerd door Hayman in 1947.